# Michael Dibdin
Michael Dibdin, född 21 mars 1947 i Wolverhampton, död 30 mars 2007 i Seattle i Washington, var en brittisk författare av kriminal- och thrillerromaner. Han var lektor och undervisade i fyra år på universitetet i Perugia, och hans deckare utspelar sig i Italien. Seriens huvudperson är kommissarie Aurelio Zen. Hans arbete kompliceras av korruptionen, det är inte alltid viktigt att brottet klaras upp och den skyldige åker fast.